# Alexander Adam

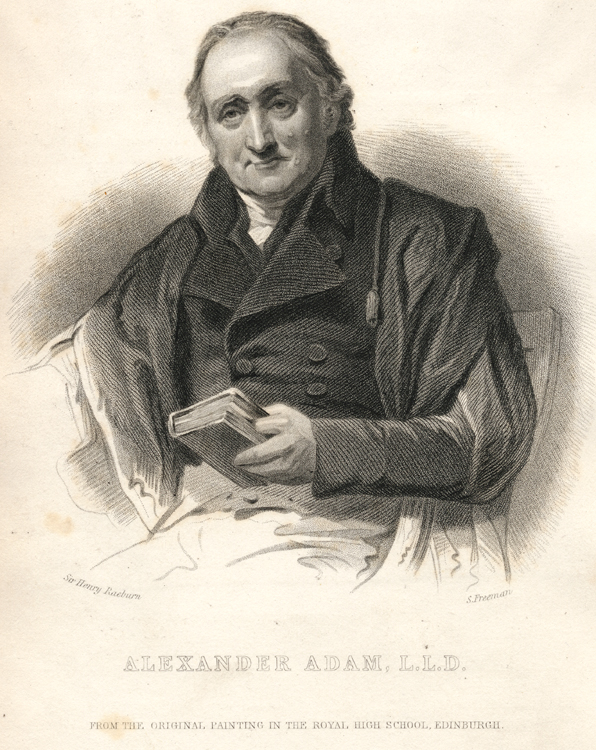
Alexander Adam.

Alexander Adam (24 de junio de 1741-18 de diciembre de 1809) fue un anticuario, escritor y pedagogo escocés.
Se mudó a Edimburgo en 1858 y estudió en la universidad de la ciudad, alojado en un pequeño cuarto ubicado en el barrio de Restalrig y viviendo de gachas de avena. Fue designado director del George Watson's Hospital en 1761 y después pasó a ser rector de la Royal High School de Edimburgo, puesto que mantuvo hasta el día de su muerte. Inspiró al joven Walter Scott cuando éste asistió a esa institución desde 1771 hasta 1832. Entre sus obras se encuentran títulos como Rudiments of Latin and English Grammar de 1772, Roman Antiquities de 1791, A Summary of Geography and History de 1794 y Compendious Dictionary of the Latin Tongue de 1805.
- Datos: Q2366692
- Multimedia: Alexander Adam / Q2366692